# Chiara Rosa
Chiara Rosa (Italia, 28 de enero de 1983) es una atleta italiana especializada en la prueba de lanzamiento de peso, en la que consiguió ser medallista de bronce europea en pista cubierta en 2013.

## Carrera deportiva
En el Campeonato Europeo de Atletismo en Pista Cubierta de 2013 ganó la medalla de bronce en el lanzamiento de peso, llegando hasta los 18.37 metros, tras la alemana Christina Schwanitz (oro con 19.25 metros) y la bielorrusa Alena Kopets (plata con 18.85 metros).